# The Domestics
Pour plus de détails, voir Fiche technique et Distribution.
The Domestics est un film d'horreur américain écrit et réalisé par Mike P. Nelson, sorti en 2018.

## Synopsis
Le gouvernement américain a déclenché une série d'attaques chimiques mortelles sur son propre peuple. Le monde est ravagé tandis que les morts se comptent par millions. Dans une Amérique plongée dans un chaos permanent, les survivants sont désormais divisés en deux clans : les « domestiques », des gens immunisés refusant de céder à la violence, et les sauvages, des gangs ou pillards hostiles qui font la loi en traquant leurs ennemis pacifistes. Un jeune couple de « domestiques », Mark et Nina, tentent de rallier la maison de leurs parents à Milwaukee, une ville jugée plus sûre. Mais leur route s'avère vite dangereuse et longue. En chemin, alors qu'ils sont traqués par les bandes de hors-la-loi assoiffées de sang, ils nouent des alliances avec d'autres groupes, seul moyen de survivre sans perdre son âme... 

## Fiche technique
- Titre original et français : The Domestics
- Réalisation et scénario : Mike P. Nelson
- Montage : Julia Wong
- Musique : Nathan Barr
- Photographie : Maxime Alexandre
- Production : Shannon Gaulding et Gianni Nunnari
- Société de production : Hollywood Gang Productions
- Société de distribution : Orion Classics
- Pays d'origine :  États-Unis
- Langue originale : anglais
- Format : couleur
- Genre : horreur
- Durée : 95 minutes
- Dates de sortie : 
  - États-Unis : 28 juin 2018
  - France : 18 juillet 2019 (sur Canal + Cinéma)

## Distribution
- Kate Bosworth (VF : Chloé Berthier) : Nina West
- Tyler Hoechlin (VF : Stéphane Pouplard) : Mark West
- Lance Reddick (VF : Thierry Desroses) : Nathan Wood
- Sonoya Mizuno : Betsy
- Dana Gourrier (VF : Julie François) : Wanda
- Jacinte Blankenship (VF : Maëlle Genet) : Theresa Wood
- Thomas Francis Murphy : Plowboy Jim
- David Dastmalchian : Willy Cunningham
- Lee Perkins : Dean the Nailer